# 데니스 마르샬
데니스 마르샬 막스웰(스페인어: Dennis Marshall Maxwell, 1985년 8월 9일 ~ 2011년 6월 23일)은 코스타리카의 전 축구 수비수였다.
2007년 코스타리카의 푼타레나스 FC에서 데뷔했으며, 2009년 CS 에레디아노로 임대 이적해 활약하였다. 이후 시즌이 종료되자 푼타레나스 FC로 복귀했으며, 곧바로 덴마크 수페르리가의 올보르 BK로 팀을 옮겼다.
또한 2009년 코스타리카 축구 국가대표팀에 정식으로 데뷔한 뒤, 총 19경기에 출전해 1골을 넣었으며, 2번의 CONCACAF 골드컵(2009년, 2011년)에 참가하기도 했다.
2011년 6월 23일 산호세 인근의 도로에서 자신의 여자친구와 함께 자가용을 타고 이동하던 도중 트럭과 충돌하는 교통사고를 당해 그 자리에서 사망했다. 사망 이후 코스타리카의 대통령인 라우라 친치야는 국영 TV 방송에 출연해 조의를 표했으며, 마르샬의 전 소속팀인 CS 에레디아노의 에스타디오 엘라디오 로사발 코르데로에서 마르샬을 기리기 위한 행사가 개최되었다.